# Rumiana Stefanova
Rumiana Stefanova (en búlgaro, Румяна Стефанова) es una ex gimnasta búlgara nacida en Varna el 11 de agosto de 1949 y fallecida el 16 de marzo de 1978 en un accidente de aviación.

## Trayectoria
Fue una deportista que destacó en la gimnasia rítmica mundial de la segunda mitad de la década de los años 60 y principios de los años 70. Antes de formar parte de la selección de Bulgaria se formó en el club de gimnasia rítmica CSKA de Sofía. 
Participó en el campeonato del mundo de 1965 de Praga y en este campeonato obtuvo el noveno lugar en el concurso completo individual.
En el campeonato del mundo de 1969 de Varna obtuvo la medalla de plata en la final de manos libres. En este campeonato fue cuarta en la final de aro y quinta en el concurso completo individual y en la final de cuerda.
Formó también parte del conjunto búlgaro que obtuvo la medalla de bronce en el campeonato del mundo de Copenhague de 1967 y la de oro en el campeonato del mundo de La Habana 1971.

## Accidente aéreo
Tras su retirada pasó a ser asistente de la entrenadora de la selección de Bulgaria de gimnasia rítmica Julieta Shismanova.
El 16 de marzo de 1978 falleció en un accidente aéreo de un avión TU-134 junto con Julieta Shismanova y las gimnastas Albena Petrova y Valentina Kirilova cuando se dirigían a una competición en Polonia.
Como homenaje a Rumiana Stefanova y a Albena Petrova se celebra desde 1997 cada año en su honor un torneo de gimnasia rítmica en Varna denominado «Rumi y Albena».